# 拉希勒·谢里夫
拉纳·拉希勒·谢里夫（1956年6月16日—），是巴基斯坦陆军退役四星陆军上将，曾于2013年11月29日至2016年11月29日担任陆军第9任参谋长。 在从巴基斯坦陆军参谋长的职位上退休后，他被任命为伊斯兰军事反恐联盟的总司令。伊斯兰军事反恐联盟是一个由41个穆斯林国家组成的联盟，总部设在沙特阿拉伯利雅德。

## 早年
1956年6月16日，拉希勒·谢里夫生於俾路支省的奎達，他是拉傑普特穆斯林和旁遮普人混血。其兄是沙比里·谢里夫少校，在第三次印巴戰爭中陣亡。1976年他考上軍事學院，進入巴基斯坦陸軍服役。

## 任職
拉希勒·谢里夫先後擔任巴基斯坦陸軍兵團司令和第9任陸軍參謀長等職務。

## 反恐
在拉希勒·谢里夫将军的指挥下，巴基斯坦军队在全国各地开展了反恐行动。其中最重要的是在北瓦济里斯坦，铲除了塔利班在该地区的据点，并稳定了整个国家。 他扩大了卡拉奇准军事部队的作用，人们普遍认为卡拉奇降低了巴基斯坦商业首都的暴力水平。 在他的领导下，巴基斯坦军方还支持联邦一级的民主选举政府以及俾路支省地方政府通过寻求和解来结束該省的叛乱。 以及前激进分子重新融入巴基斯坦主流社会。 谢里夫将军还开发了一支新的旅级军事单位，以帮助保护贯穿俾路支省的中巴经济走廊的安全。 他帮助发展了巴基斯坦的本土国防工业，在一年半的时间里节省了超过11.4亿美元的巴基斯坦外汇。
谢里夫将军通过加强军队在直接涉及国家安全和外交政策的事务中的作用，同时让纳瓦兹·谢里夫总理的文官政府控制社会和经济政策，实现了他的目标。 并通过打击阿富汗边境附近的激进组织使巴基斯坦与美国和解， 进行巴基斯坦与俄罗斯的首次联合军事演习， 深化与中国的关系。
2016年，谢里夫退役。 他说，即使在他退休后，他也“准备好为巴基斯坦服务”。 谢里夫在巴基斯坦德高望重。他被广泛认为减少了国内的恐怖主义；该国的暴力事件减少到了自2006年以来的最低水平， 在他任职期间，恐怖袭击事件总体下降了80%。